# Gyeryongsan nationalpark
Gyeryongsan nationalpark (koreanska: Kyeryongsan-gungnipkongwŏn) är en nationalpark i Sydkorea.   Den ligger i provinsen Södra Chungcheong, i den centrala delen av landet, 130 km söder om huvudstaden Seoul. Gyeryongsan nationalpark ligger i genomsnitt 226 meter över havet.
Nationalparken som inrättades 1968 täcker en yta av 64,7 km². Det är en bergstrakt kring det 845 meter höga berget Cheonhwangbong. Regionen betraktades av Joseondynastin som helig på grund av att den skulle ha utmärkt feng shui. I nationalparken förekommer lövskogar och blandskogar med träd av släktet Zelkova, med japansk snöbollsbuske, Quercus mongolica, björk och tall. Från djurvärlden registrerades 1867 insektsarter och 645 andra djur. Här lever bland annat mårdar, hökfåglar av släktet Buteo och spillkråkan.